# Онгудайський район
Онгуда́йський райо́н (рос. Онгуда́йский райо́н; алт. Оҥдой аймак) — район Республіки Алтай. Район розташований в центральній частині Республіки Алтай, в її гірсько-степовій зоні.
Територія — 11 744 км². У районі проживають 15,7 тис. осіб в 27 селах, що входять до 10 сільських адміністрацій. 
Районний центр — село Онгудай — засновано в 1626 році і розташовано на берегах річки Урсул за 210 км на південь від м. Горно-Алтайська.
Основні види виробництва в районі: лісозаготівля, деревопереробка, м'ясне скотарство, пантове маралівництво, козівництво, вівчарство, конярство, садівництво.
На території Онгудайського району налічується 140 озер, одне з найбільших — Теньгінське озеро.
На території району розташовано безліч курганів і наскельних малюнків, що відносяться до скіфського періоду, тобто до VIII-III ст. до н. е.
У районі знаходиться провідне племінне вівчарське господарство ОПХ "Теньгінське", в якому в 1959 році отримана Горно-Алтайська порідна група овець шерстно-м'ясного і м'ясо-шерстного типу напівтонкоруного напряму.